# Логіна
Логіна (ест. Logina), також Алакюла (ест. Alaküla) — село в Естонії, входить до складу волості Вастсе-Куусте, повіту Пилвамаа.